# Hour of Charm Orchestra
Le Hour of Charm Orchestra était un orchestre de variétés américain dirigé par Phil Spitalny. Populaire dans les années 1930 et 1940, c'était un orchestre entièrement féminin à une époque où la plupart des musiciens d'orchestre étaient des hommes. Le groupe était également connu sous le nom de Phil Spitalny's All-Girl Orchestra.

## Contexte
Inspiré par un concert de 1932 mettant en vedette « une performance électrisante d'une brillante violoniste », le musicien américain d'origine ukrainienne Phil Spitalny dissout un orchestre masculin qu'il dirigeait alors et commence une tournée aux États-Unis à la recherche de musiciennes pour un nouvel orchestre. Pour les sélectionner, il dépense 40 000 $  et auditionne 1 500 femmes avec sa partenaire et future épouse, la violoniste Evelyn Kaye. Ensemble, Phil et Evelyn montent  un orchestre de 32 musiciennes qui fait ses débuts au Capitol Theater de New York en 1934. Les musiciennes étaient généralement âgés de 17 à 30 ans et la plupart étaient célibataires. Evelyn assure la gestion du groupe et prend en charge une partie des arrangements musicaux.
Un article de journal publié en 1958 jette un regard rétrospectif sur l'initiative de Phil Spitalny : « [qualifié de] ridicule[incompréhensible] de tous côtés dans le show business […] des commentaires amers de ses confrères musiciens selon lesquels il était "fou" » alors qu'il créait "le premier groupe entièrement féminin de quelque importance jamais organisé" ».

## Style

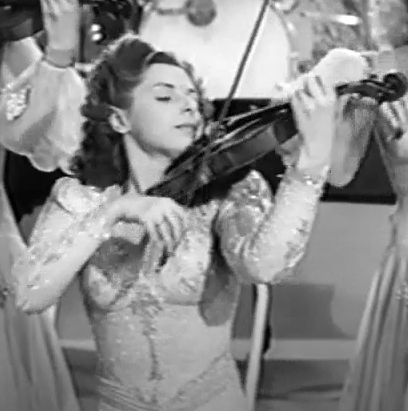
Evelyn Kaye joue avec le Hour of Charm Orchestra, Army-Navy Screen Magazine, numéro 22.

L'orchestre privilégiait des morceaux qui sont familiers à son public. Dans un article du 7 janvier 1945 du magazine Radio Life, Phil Spitalny décrit le style du groupe « entre symphonique et populaire ». Les arrangements, réalisés par trois membres de l'orchestre, comportaient généralement plus de piano, de harpe et de cordes que de saxophones, de trombones et de trompettes. Sherrie Tucker, dans son livre Swing Shift: « All-Girl » Bands of the 1940s, décrit « les effets caractéristiques de l'orchestre : cordes frémissantes, fanfares dramatiques de cuivres, rythmes galopants et rafales de harpe ».
Phil Spitalny mettait l'accent sur l'élégance et le décorum de la formation, contrairement au « sex-appeal flagrant » d'un autre orchestre contemporain, aussi entièrement féminin, les Melodears (en) d'Ina Ray Hutton. Il exigeait que ses musiciennes revêtent des robes de soirée ; les robes, généralement blanches, étaient de conception uniforme. L’achat d’un lot de robes au milieu des années 1940 revenait à 18 000 $.
Presque toutes les musiciennes étaient célibataires et leurs contrats les obligeaient à donner un préavis de six mois si elles envisagaient de se marier. La plupart d’entre elles étaient diplômés de conservatoires. La polyvalence était un élément clé de l'orchestre. Certaines chantaient des solos mais toutes formaient un chœur. Chacune maîtrisait au moins deux instruments ; l'un d'entre elles, Jan Baker, pouvait en jouer 12.
Evelyn Kaye, que Phil Spitalny a rencontré à la Juilliard School de New York, est devenue première violoniste de l'orchestre. Elle est présentée sous le surnom d'Evelyn and Her Magic Violin ; son violon est un Bergonzi fabriqué en 1756, qui lui a été décerné par l'Arts Club of America après son diplôme de Juilliard.
L'orchestre principal qui jouait en studio lors des émissions de radio était composé de 45 femmes. En tournée cependant, Evelyn Kaye précise dans une interview en 1978 : « nous avons ajouté 25 musiciennes parce que nous avions besoin d'un son plus puissant pour les auditoriums et les salles où nous jouions ».

## Organisation

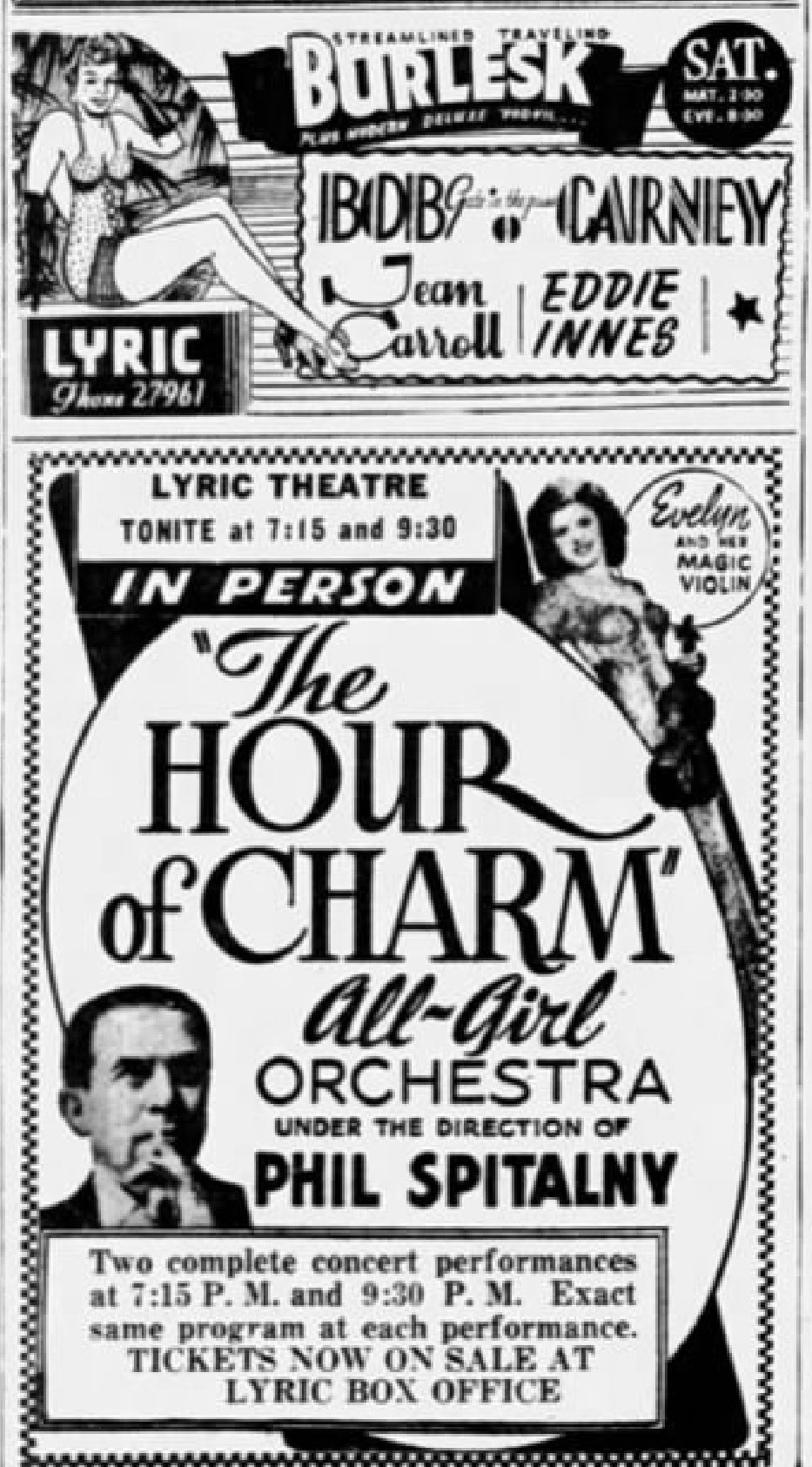
Publicité pour un spectacle burlesque et pour l'orchestre de Phil Spitalny The Hour of Charm Orchestra aka His All-Girl Orchestra, Allentown, Pennsylvanie, 12 mars 1948.

L'orchestre était une société par actions, chaque membre possédant un nombre d'actions en fonction de son rôle. À la fin de l'année, les bénéfices étaient distribués sur la base des prestations de chacun en plus des salaires réguliers. Un comité de cinq femmes dirigeait le groupe, prenant des décisions sur des questions telles que les sorties des musiciennes à des rendez-vous.

## Radio
L'émission de musique radiophonique The Hour of Charm (en) commence sur CBS le 18 mai 1934 et y est diffusée pour la dernière fois le 2 mai 1948. Le programme est aussi diffusé sur la radio des forces armées. L'émission prend fin le 29 septembre 1946.

## Film
Phil Spitalny et l'orchestre de The Hour of Charm apparaissent dans deux longs métrages. Dans When Johnny Comes Marching Home (1942), le groupe représente des musiciennes remplaçantes qui jouent en place des musiciens hommes enrôlés pendant la Seconde Guerre mondiale. Dans Deux nigauds au collège (1945), les femmes sont les résidentes d'un dortoir de filles qui jouent et chantent.
Le groupe a réalisé des courts métrages, principalement pour Universal Pictures : « plus de courts métrages que tout autre groupe exclusivement féminin, à l'exception d'Ina Ray Hutton et de ses Melodears ». Les productions comprenaient Moments of Charm (1939), Musical Charmers (1936), Big City Fantasy (1934) et Phil Spitalny and His Musical Queens (1934).

## Réception critique
Paul Denis, dans une critique publiée dans le numéro du 25 octobre 1941 de la publication spécialisée Billboard, notait que la performance de l'orchestre au Strand Theatre de New York était « forte en chant mélodieux et en musique instrumentale, mais faible en comédie et surprises ».

## Reconnaissance
En 1937, le Radio Committee of the Women's National Exposition of Arts and Industries  récompensé l'orchestre avec son troisième prix annuel pour le travail le plus distingué des femmes à la radio.